# Alžběta Skálová
Alžběta Skálová (* 20. prosince 1982 Brandýs nad Labem) je česká malířka, grafička a ilustrátorka, dcera výtvarníka Františka Skály. Její práce byla oceněna doma i v zahraničí.

## Životopis
Vystudovala Vysokou školu uměleckoprůmyslovou v Praze, zde prvně od roku 2002 do roku 2003 studovala u Jiřího Barty v ateliéru Filmové a televizní grafiky, následně pak v roce 2008 absolvovala u Juraje Horvátha v ateliéru Ilustrace a grafiky (2002–2008) s autorskou knihou Pampe a Šinka, za kterou získala cenu Magnesia Litera. Absolvovala několik zahraničních stáží (École Estienne PIAD, Paříž 2005 a Maryland Institute College of Art, Baltimore v USA 2007), kde se zaměřila hlavně na volnou grafiku, litografii a hlubotisk.
Věnuje se malbě, volné grafice, tvorbě objektů a ilustracím. Její práce je úzce spojena zejména s nakladatelstvím Baobab se kterým spolupracuje. Autorské malonákladové knížky dříve tvořila také v rámci volného sdružení grafiků a tvůrců knih Koprbooks jehož byla zakládající členkou. V roce 2011 spolu s Martinou Kupsovou a Alžbětou Zemanovou byla u zrodu značky NaPOLI , kterou založily a která je zaměřená na vlastní autorskou produkci, zejména knih, plakátů a papírových her. Zde působila aktivně do roku 2014. Autorky NaPOLI se účastnily a vystavovaly na řadě přehlídek malých nakladatelů a současného designu u nás i v zahraničí. Je členkou platformy Ilustrátoři.net, příležitostně spolupracuje se stranou LSJ.
Má za sebou 8 samostatných autorských výstav, z nichž největší přehlídku jí v létě v roku 2019 uspořádala pražská Galerie Villa Pellé, kromě toho se zúčastnila desítek společných expozic u nás, na Slovensku, v Itálii, Německu i Japonsku.

## Tvorba
Kromě ilustrace se také věnuje volné tvorbě. Vytváří koláže, filmy, grafiky, ale především akvarely a obrazy. Drobné akvarely slouží jako deník – autorka do nich vpíjí to, co se jí honí hlavou: lidské tváře, vzpomínky na barevné situace, náznaky příběhů nebo sny. Její tvorba je velmi intuitivní. Její ilustrace je propojená a vychází z volné tvorby.
Velké obrazy jsou naproti tomu tematicky ukázněné, vznikají v cyklech a Skálová je vytváří pomocí méně klasických technik, jako je vyškrabávání do sádrokartonu imitujícího omítku nebo „suchý“ akvarel s textilním efektem. Na akvarelech i obrazech nacházíme především lidské tváře a krajiny.

## Ocenění
- 2008: Cena Josefa Hlávky za Pampe a Šinka.
- 2008: Nejkrásnější kniha – 2. místo v kategorii Literatura pro děti a mládež za knihu Pišťucha má problémy.
- 2009: 2. místo v soutěži Nejkrásnější kniha, Praha Pišťucha má problémy.
- 2010: Nejkrásnější kniha – 1. místo v kategorii Literatura pro děti a mládež za knihu Péťa medánek.
- 2010: White Ravens, udělovaná mnichovskou Internationale Jugendbibliothek, za knihu Pampe a Šinka.
- 2011: Magnesia Litera za knihu pro děti a mládež.
- 2012: Nejkrásnější kniha – 1. místo v kategorii Učebnice, didaktické pomůcky v tištěné podobě za knihu Rostlinopis.
- 2018: festival Cinekid (NL) – Nejlepší evropský krátký animovaný film za výtvarnou výpravu filmu Plody mraků, režie K. Karhánková.
- 2019: Berlinale ECFA Short Film Award (DE) – Nejlepší krátký film pro děti za film Plody mraků, režie K. Karhánková - za výtvarnou výpravu.

## Dílo
- Rostla višeň na královském sadu (Boleslaw Lesmian, H+H, 2005)
- Zpátky do Afriky (Jiří Dvořák, nakladatelství Baobab, 2005)
- Poklad starého brouka (Olga Černá, nakladatelství Baobab, 2007)
- Máslo (sborník sdružení Kopr, 2008)
- Pišťucha má problémy (Lenka Brodecká, nakladatelství Brod, 2008)
- Malé úvahy (Jindřiška Kubáčová, Česká biblická společnost, 2009)
- Malá medvědí knížka (Zbyněk Černík, Albatros, 2009)
- Nebe peklo ráj (spolu s Alžbětou Zemanovou a Radanou Přenosilovou, Albatros, 2009)
- Péťa medánek (autorská kniha, náklad 200 ks, nakladatelství Kopr, 2009)
- Malé černé pohádky pro nebojácné děti (Blaise Cendrars, nakladatelství Baobab, 2010)
- Putování žabáka Filemona (Jana Šrámková, nakladatelství Labyrint, 2010)
- Pampe a Šinka (nakladatelství Arbor Vitae, 2010) – Magnesia Litera 2011 za knihu pro děti a mládež
- Orangutan v zajetí má sklony k obezitě (společně s Ondřejem Buddeusem a Martinou Kupsovou, NAPOLI, 2011)
- Rostlinopis (Jiří Dvořák, nakladatelství Baobab, 2012)
- Cirkus Rašelie (autorská kniha, NAPOLI, 2012)
- Všelijaké řečičky pro kluky a holčičky (Radek Malý, Triton, 2013)
- Klárka a 11 babiček (Olga Černá, Baobab, 2015)
- Šiškymyš (sešit N.8. v rámci souboru 12 ukolébavek, Baobab, 2016)